# Klarinettenquartett
Ein Klarinettenquartett ist eine kammermusikalische Besetzung (Musik) von vier Musikern, in der eine oder mehrere Klarinetten die Hauptstimmen spielen. „Klarinettenquartett“ kann auch die Bezeichnung für ein Werk dieser Besetzung sein.
Neben Formationen aus solistischer Klarinette mit Streichtrio oder mit Klavier und zwei Streichern ist in neuerer Zeit besonders die reine Klarinettenbesetzung beliebt: Zwei Klarinetten, ein Bassetthorn und eine Bassklarinette bilden das moderne Klarinettenquartett, für das in jüngerer Zeit zahlreiche Neukompositionen und Arrangements entstanden sind.  